# Erika Steinbach

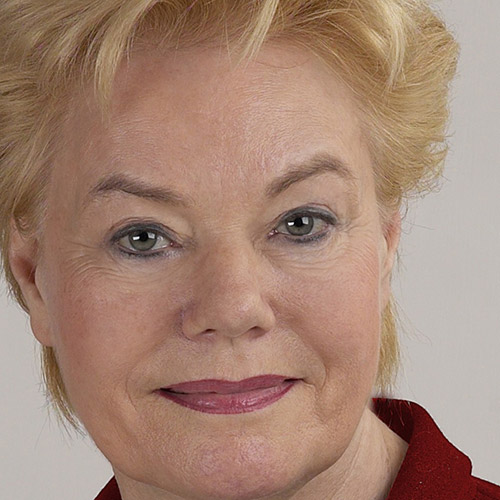
Erika Steinbach (2014)

Erika Steinbach (* 25. Juli 1943 als Erika Hermann in Rahmel, Danzig-Westpreußen; heute Rumia, Woiwodschaft Pommern, Polen) ist eine deutsche Politikerin (AfD, von 1974 bis Januar 2017 CDU, von 2017 bis Februar 2022 parteilos). Von 1990 bis 2017 war sie Mitglied des Deutschen Bundestages und von 1998 bis November 2014 Präsidentin des Bundes der Vertriebenen (BdV). Sie war Sprecherin für Menschenrechte und Humanitäre Hilfe der CDU/CSU-Bundestagsfraktion und gehörte dem Fraktionsvorstand an. Sie war mindestens im Jahr 1993 zivilschutzpolitische Sprecherin ihrer Fraktion.
Am 15. Januar 2017 trat sie aus der CDU und deren Bundestagsfraktion aus und wurde fraktionslose Abgeordnete. Als Grund gab sie unter anderem die aus ihrer Sicht verfehlte deutsche Flüchtlingspolitik an. Bei der Bundestagswahl 2017 unterstützte sie die rechtspopulistische Partei AfD, ohne Mitglied der Partei zu sein. Im März 2018 wurde Steinbach Vorsitzende der Desiderius-Erasmus-Stiftung, die von der AfD im Jahr 2017 gegründet worden war und im Juni 2018 als parteinahe Stiftung anerkannt wurde. Im Februar 2022 trat sie der AfD bei.

## Leben

### Herkunft und Flucht
Erika Steinbach ist die Tochter des im hessischen Hanau geborenen Elektroingenieurs Wilhelm Karl Hermann, der 1941 als Feldwebel der Luftwaffe in das ab 1939 vom Deutschen Reich besetzte Rumia/Rahmel beordert wurde und im Februar 1945 von dort in sowjetische Kriegsgefangenschaft geriet. Ihre Mutter, Erika Hermann geborene Grote, stammte aus Bremen, wuchs in Berlin auf und kam 1943 als Luftwaffenhelferin nach Rumia/Rahmel, wo sie zwei Töchter gebar. Laut Steinbach ist einer ihrer Großväter als Kommunist im KZ gewesen. Laut Geburtsurkunde ist „Rahmel Fliegerhorst Nr. 102“ der Geburtsort Erika Hermanns. Im Januar 1945 flüchtete ihre Mutter mit der 18 Monate alten Erika und der drei Monate alten zweiten Tochter vor der Roten Armee mit dem Schiff Pelikan über die Ostsee nach Schleswig-Holstein, wo die Familie bis 1948 auf Bauernhöfen in Kleinjörl, Großjörl und Stieglund lebte. Von 1948 bis 1950 lebte die Familie in Berlin, danach wuchs Erika Steinbach in Hanau auf.
Ihr Vater kam 1950 aus sowjetischer Kriegsgefangenschaft zurück.

### Ausbildung und Beruf
Nach Besuch der Volksschule und des Gymnasiums Karl-Rehbein-Schule arbeitete Steinbach in Hanau als Angestellte. Dabei widmete sie sich privat einem Violinstudium und musizierte in Berufsorchestern. Den akademischen Grad einer Diplomverwaltungswirtin (FH) erwarb Steinbach 1970 innerhalb eines dualen Studiums, das den Besuch einer Fachhochschule für öffentliche Verwaltung und integrierte Praxisblöcke im Kommunalen Gebietsrechenzentrum Frankfurt am Main beinhaltete. Dort war sie von 1974 bis 1977 als Informatikerin Projektleiterin für die Automatisierung der Bibliotheken in Hessen.

### Parteilaufbahn

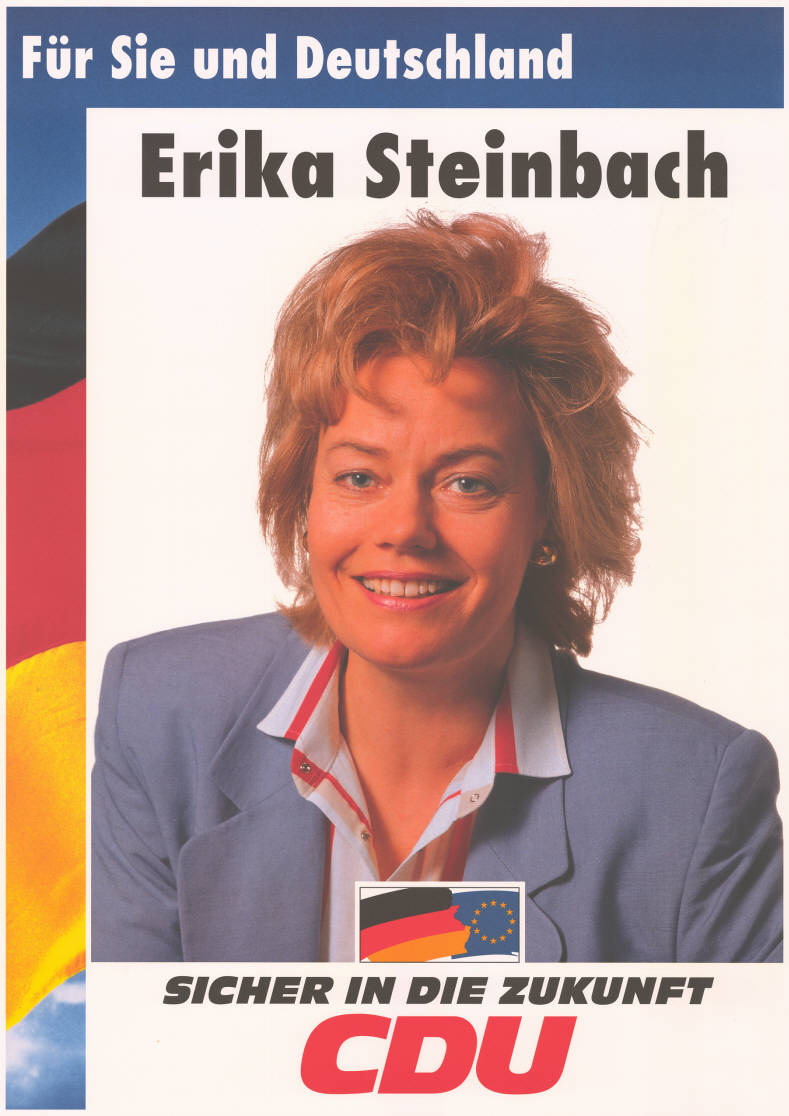
Steinbach auf einem CDU-Plakat für die Wahl zum Europäischen Parlament 1994

Steinbach wurde 1974 Mitglied der CDU, wo sie, wie Der Spiegel berichtete, als Ziehtochter von Alfred Dregger rasch Karriere machte und sich „am rechten Rand“ der Partei profilierte. Bis Ende 2009 war sie stellvertretende Vorsitzende der Ost- und Mitteldeutschen Vereinigung in der CDU und seit 2012 Mitglied im Berliner Kreis, einer informellen, CDU-internen konservativen Gruppe aus Modernisierungs- und Merkel-Skeptikern.
Am 15. Januar 2017 trat Steinbach aus der CDU aus. Sie begründete ihren Schritt in einer fünfseitigen Erklärung mit der Politik von Bundeskanzlerin Angela Merkel insbesondere in der Flüchtlingskrise und deren Entscheidung, „mehr als eine Million Migranten ungesteuert und unüberprüft monatelang nach Deutschland nicht nur einreisen zu lassen, sondern sie auch noch mit Bussen und Zügen hierher zu transportieren“, obwohl viele aus einem sicheren Herkunftsland gekommen und „praktisch alle“ über andere EU-Länder eingereist seien.
2022 trat Steinbach der AfD bei.

### Privates
Sie war von 1972 bis zu seinem Tod im Januar 2019 mit dem Dirigenten Helmut Steinbach verheiratet. Vormals führte sie auch den Namen Steinbach-Hermann.
Steinbach trat im Jahre 2003 aus der Evangelischen Kirche in Hessen und Nassau mit der Begründung aus, dass „sich die evangelische Kirche in Teilen aufführt wie eine Ersatzpartei, statt Geborgenheit und Orientierung im Glauben zu geben“, und „ziemlich platt und unverblümt weltliche Politik“ betreibe. Sie wechselte in die altkonfessionelle Selbständige Evangelisch-Lutherische Kirche.
Ihre Großcousine war die Schauspielerin Irm Hermann.

## Öffentliche Ämter und Mandate
Von 1977 bis 1990 war sie Stadtverordnete und Fraktionsassistentin der CDU-Stadtverordnetenfraktion in Frankfurt am Main.
1990 wurde sie per Direktmandat im Wahlkreis Frankfurt am Main III das erste Mal in den Deutschen Bundestag gewählt.
Steinbach war Mitglied im Ausschuss für Menschenrechte und humanitäre Hilfe sowie stellvertretendes Mitglied im Ausschuss für Kultur und Medien und des Innenausschusses sowie seit November 2005 bis zu ihrem Austritt Vorsitzende der Arbeitsgruppe Menschenrechte und humanitäre Hilfe der CDU/CSU-Bundestagsfraktion. Sie saß außerdem zwischen 2000 und 2016 im ZDF-Fernsehrat. 2002 verfehlte sie ein Direktmandat und zog über die Landesliste in den Bundestag ein. Im 18. Bundestag war Steinbach wieder Ordentliches Mitglied im Innenausschuss. Im Sommer 2015 kündigte Steinbach an, zur Bundestagswahl 2017 nicht mehr zu kandidieren.
Am 15. Januar 2017 trat Steinbach aus der CDU und der CDU/CSU-Bundestagsfraktion aus und wurde damit fraktionslos.
Am 12. Februar 2017 war sie Mitglied der 16. Bundesversammlung zur Wahl des Bundespräsidenten als fraktionsloses Mitglied des Deutschen Bundestags; sie fehlte jedoch entschuldigt.

## Politisches Engagement

### Vertriebenenorganisationen
Steinbach war Mitglied des Bundesvorstandes der Landsmannschaft Westpreußen. Seit 1994 ist sie Mitglied des Bundes der Vertriebenen (BdV), von 1998 bis 2014 war sie dessen Präsidentin. Sie wurde zuletzt 2012 durch die BdV-Bundesversammlung mit 97,5 % der Stimmen als BdV-Präsidentin bestätigt. Im November 2014 trat sie nicht mehr zu den Neuwahlen des Präsidiums an.
Von 2000 bis 2018 war sie Vorsitzende der vom BdV gegründeten Stiftung „Zentrum gegen Vertreibungen“, bis zum Tode von Peter Glotz im Jahr 2005 gemeinsam mit ihm. Sie war Mitglied der Jury des vom Zentrum verliehenen Franz-Werfel-Menschenrechtspreises. Der Preis wird seit 2003 verliehen.
Über die Hintergründe ihres Engagements für den BdV und für eine zentrale Erinnerungsstätte für die Vertriebenen schrieb Steinbach in ihrem Buch Die Macht der Erinnerung, das 2010 erschien.

#### Entschädigungsansprüche
Im Jahr 2004 schlug Steinbach für die Entschädigungsansprüche der Vertriebenen eine innerstaatliche Regelung vor, um die außenpolitische Konfliktlage zu beenden. Der Vorschlag stieß auf Widerstand im Präsidium des BdV. Sie warf der rot-grünen Bundesregierung vor, in Antwortschreiben an enteignete Vertriebene diese an Polen verwiesen zu haben und ihr Recht dort einzuklagen, gleichzeitig aber öffentlich in Deutschland die Rechtsansprüche zu bestreiten. Die Linie einer innerstaatlichen Regelung verfolgte sie weiter. So distanzierte Steinbach sich gemeinsam mit dem BdV-Präsidium von den Entschädigungsforderungen der Preußischen Treuhand gegen Polen, deren Klage in dieser Sache der Europäische Gerichtshof für Menschenrechte im Oktober 2008 zurückwies.

#### Polen
Steinbach stimmte 1991 im Bundestag gegen die Anerkennung der Oder-Neiße-Grenze. Sie war eine der 13 Abgeordneten der CDU/CSU-Fraktion, die bei der Abstimmung über den deutsch-polnischen Grenzvertrag eine Erklärung abgaben, warum sie nicht zustimmen könnten. Es seien insbesondere Eigentums- und Vermögensfragen offengeblieben. Sie begründete ihr damaliges Votum auch mit der Aussage: „Man kann nicht für einen Vertrag stimmen, der einen Teil unserer Heimat abtrennt.“ Dem deutsch-polnischen Vertrag über gute Nachbarschaft stimmte sie 1991 zu.
In ihrem Vortrag an der Kardinal-Stefan-Wyszyński-Universität Warschau am 20. Oktober 1999 betonte sie die kulturellen Gemeinsamkeiten von Deutschen und Polen und warb für einen offenen Dialog. Gleichzeitig erinnerte sie an den Aufruf der polnischen Bischöfe an ihre deutschen Amtsbrüder zur Versöhnung und deren Aussage „wir vergeben und bitten um Vergebung“ im November 1965. Die Veranstaltung des BdV, der auf Steinbachs Initiative hin am 19. Juli 2004 in der Französischen Friedrichstadtkirche in Berlin eine Erinnerungsveranstaltung zum 60. Jahrestag des Warschauer Aufstandes mit dem Leitsatz „Empathie – der Weg zum Miteinander“ durchführte, an der neben Erika Steinbach Kardinal Karl Lehmann, Ralph Giordano, Hans Maier und Bogdan Musiał mitwirkten, stieß in Polen auf Ablehnung und bei dem polnischen Historiker Władysław Bartoszewski sogar auf Empörung. Ähnlich war die polnische Reaktion auf die Ausstellung des Zentrums gegen Vertreibungen „Erzwungene Wege“ 2006 im Berliner Kronprinzenpalais. Erstmals wurde darin in Deutschland öffentlich auch an die Vertreibung von Polen erinnert.
Bei einer von der Rzeczpospolita durchgeführten Umfrage, welche Person bei den Polen am meisten Angst auslöse, wurde Erika Steinbach von 38 % der Befragten genannt und kam damit auf Platz 2; mehr Ängste würde nur Wladimir Putin mit 56 % auslösen.
Über die Regierung von Kaczyński sagte Steinbach 2007: „Die Parteien, die in Polen regieren, sind mit den deutschen Parteien Republikaner, DVU und NPD vergleichbar“. Aus polnischer Sicht verstärkte dies den Eindruck, dass Steinbach den Nationalsozialismus verharmlose. Wiederholt wurde Steinbach Gegenstand auch polnischer Satire, wie im Fall einer auch in Deutschland nachgedruckten Fotomontage des polnischen Nachrichtenmagazins Wprost, die sie in SS-Uniform auf Bundeskanzler Gerhard Schröder reitend darstellt. Die Internetseite und Flugblätter des Vereins Powiernictwo polskie („Polnische Treuhand“) zeigten Erika Steinbach 2007 in einer Reihe mit einem Offizier der Waffen-SS und einem Ritter des Deutschen Ordens, ergänzt mit einem Zitat Hitlers. Durch alle deutschen Gerichtsinstanzen wurde dem polnischen Verein untersagt, diese Diffamierung weiter zu veröffentlichen.

#### Tschechien
1997 bezeichnete Steinbach die deutsch-tschechische Aussöhnungserklärung als „eine Schlussstricherklärung“, die dazu führe, dass menschenrechtsfeindliche Gesetze nach wie vor Gültigkeit haben.
1999 betonte sie vor Studenten der Karlsuniversität in Prag, dass Deutsche und Tschechen durch die Jahrhunderte mehr verbindet als trennt und dass es vor diesem Hintergrund heute möglich sein müsse, die Schatten der Vergangenheit zu überwinden.
Im Jahre 2003 zeichnete sie gemeinsam mit Peter Glotz die tschechische Jugendinitiative für das „Kreuz der Versöhnung“ im tschechischen Teplice nad Metují (deutsch Weckelsdorf) und die Bürgermeisterin Vera Vitova mit dem Franz-Werfel-Menschenrechtspreis für das Engagement aus, an ermordete Sudetendeutsche „und alle Opfer nationaler Konflikte dieser Region [zu erinnern] und für ein mutiges Zeichen des Dialogs zwischen Deutschen und Tschechen“. Im November 2010 erhielt der tschechische Filmemacher David Vondráček aus Steinbachs Hand den Franz-Werfel-Menschenrechtspreis für seinen umstrittenen Film Töten auf tschechische Art. Bei beiden Preisverleihungen wies Steinbach auf die „Notwendigkeit von deutsch-tschechischer Wahrhaftigkeit“ hin.

#### Osterweiterung der EU
1998 forderte Steinbach bei einem Pommerntreffen in Greifswald, die EU-Osterweiterung dürfe es nicht „ohne Heilung des Vertriebenenunrechts“ geben. Als die Erweiterung 2003 bevorstand, bedauerte sie in einer Presseerklärung zur Abstimmung des Europäischen Parlaments, dass Europa es versäumt habe, gegenüber den entsprechenden Beitrittsländern, insbesondere Tschechien, „die Heilung der Folgen menschenrechtswidriger Vertreibungen anzumahnen und durchzusetzen“. Trotzdem stimmte sie 2004 für die Aufnahme jener Länder in die Europäische Union und schloss mit dem Hinweis „Die Menschen unserer Nachbarländer sind mir herzlich willkommen“.

#### Jugoslawien
Im September 2008 äußerte sie, nach dem Zweiten Weltkrieg seien die Deutschen beispielsweise in Jugoslawien einem Völkermord ausgesetzt gewesen.
In mehreren Veröffentlichungen wies Steinbach darauf hin, dass – in Zusammenarbeit von postjugoslawischen Regierungen mit der Landsmannschaft der Donauschwaben – große Gedenkeinrichtungen an den Massengräbern eingeweiht werden konnten.

#### Zentrum gegen Vertreibungen
Eines der politischen Ziele Steinbachs ist die Errichtung eines Zentrums gegen Vertreibungen in Berlin, das auch dem Schicksal der deutschen Vertriebenen gewidmet sein soll. Sie war (bis August 2005 gemeinsam mit Peter Glotz) die Vorsitzende der zu diesem Zweck im September 2000 gegründeten Stiftung. 2018 übergab sie das Amt an Christean Wagner.

#### Stiftung Flucht, Vertreibung, Versöhnung
Der Bund der Vertriebenen schlug im Februar 2009 neben zwei weiteren Vertretern Erika Steinbach für einen Sitz im Beirat der Stiftung Flucht, Vertreibung, Versöhnung vor. Diese Stiftung soll ein Dokumentationszentrum der Bundesrepublik Deutschland mit dem Arbeitstitel Sichtbares Zeichen initiieren. Die Nominierung Steinbachs war politisch umstritten, sie wurde vor allem von polnischer Seite kritisiert. SPD und Oppositionsparteien in Deutschland sprachen sich gegen die Mitwirkung Steinbachs im Stiftungsbeirat aus. Am 4. März 2009 zog der BdV die Nominierung Steinbachs zurück: man wolle so „die nicht durch uns verursachte Blockade auflösen [und] nicht der billige Vorwand dafür sein, das Stiftungsgesetz nicht in die Tat umzusetzen und so die Stiftung auf den letzten Metern noch zu verhindern“. Das Präsidium des BdV kündigte an, keinen anderen Vertreter an der Stelle Steinbachs zu benennen: „Es will diese Position demonstrativ unbesetzt lassen, um deutlich zu machen, dass es sich sein originäres Besetzungsrecht von niemandem vorschreiben lässt“, hieß es in einer Erklärung des BdV. Die deutsche Bundesregierung stellte dazu klar, dass der Vertriebenenverband zwar das Recht auf eine Vorschlagsliste hat, die Beiratsmitglieder jedoch nicht von ihm, sondern vom Kabinett bestellt werden. So ist es im Gesetz zur Errichtung der Stiftung „Deutsches Historisches Museum“ (DHMG) festgelegt. Nach dem Wechsel der Regierungskoalition 2009 wurde Steinbach wieder für einen Sitz im Beirat ins Gespräch gebracht; im Februar 2010 verzichtete Steinbach darauf jedoch endgültig. Über die Besetzung des Beirats entscheidet künftig der Bundestag.

#### Zweifel an Vertriebenenstatus Steinbachs
Kritisch wird ihr Einsatz für die Vertriebenen im Zusammenhang mit ihrem Geburtsort bewertet: In einem Artikel der polnischen Tageszeitung Rzeczpospolita wurde sie als „falsche Vertriebene“ dargestellt. Ihre Eltern waren im Reichsgau Danzig-Westpreußen, wo sie geboren wurde, nicht heimisch, sondern erst nach dessen völkerrechtswidriger Annexion im Zweiten Weltkrieg aus dem Westen Deutschlands dorthin gezogen. Steinbach sei folglich nicht heimatvertrieben. Dies kommentierte sie mit der Aussage, man müsse „kein Wal sein, um sich für Wale einzusetzen“. Der polnische Außenminister Radosław Sikorski sagte über sie: „[…] die mit Hitler in unser Land kam und mit Hitler wieder gehen musste“.

#### Vorwurf der Relativierung von NS-Verbrechen
Der Historiker und Journalist Erich Später sieht in Steinbachs Vertriebenenpolitik den Versuch, die Verbrechen der NS-Zeit durch die Fokussierung auf die deutschen Vertriebenen zu relativieren: Das Zentrum gegen Vertreibungen unter Federführung des BdV solle „die Sicht der deutschen Rechten manifestieren“. Später kritisierte er Steinbachs „Leistung“, den „Diskurs der deutschen Rechten an die internationale Menschenrechtsdebatte angeglichen zu haben“. Die Vertriebenen würden in der Öffentlichkeit durch Steinbachs Engagement „jetzt [als] Opfer der Weltgeschichte, von unmenschlichen Regimes, von einer seit Jahrtausenden stattfindenden Politik der Vertreibung“ erscheinen. Der Zweite Weltkrieg werde „zu einem Ereignis unter vielen in einer Kette von weltgeschichtlichen Verhängnissen“. „Der Massenmord an den Juden“ versinke „im Meer der Geschichte.“ In diesem Kontext vertrat der Verwaltungswissenschaftler Jochen Franzke die Ansicht, dass Steinbach „Versöhnung als missionarischen Egotrip“ betreibe und „den ‚modernen‘ geschichtspolitischen Revisionismus“ repräsentiere, „mit dem unter der Hand das 20. Jahrhundert aus dem Zeitalter der Totalitarismen zu einer Ära der Vertreibungen gemacht werden“ solle.
Der Journalist, Schriftsteller und Regisseur Ralph Giordano ergriff 2009 in einer persönlichen Stellungnahme Partei für Steinbach. Er verwahrte sich dagegen, Steinbach als Revanchistin zu bezeichnen, das sei in seinen Augen Rufmord. Sie habe die Vertriebenen als ‚Opfer der Politik Hitlers‘ bezeichnet und die Gleichsetzung von Vertreibung und Holocaust zurückgewiesen. Sie sei es gewesen, die den Völkermord an den Juden im deutsch besetzten Europa während des Zweiten Weltkriegs als das bezeichnete, was er ist: ein singuläres Verbrechen. Und sie habe sich auch unmissverständlich von der in der Tat revanchistischen Rechtsberatungsfirma ‚Preußische Treuhand‘ distanziert. Er hob zudem hervor, dass der Bund der Vertriebenen (BdV) seither keine Forderungen mehr an Polen stelle.
Auf einer Sitzung des CDU-Vorstands am 9. September 2010 distanzierte sich Kulturstaatsminister Bernd Neumann von Äußerungen der BdV-Funktionäre Arnold Tölg und Hartmut Saenger. Tölg hatte im Januar 2000 in einem Interview mit der Jungen Freiheit gesagt, dass „gerade die Länder, die am massivsten Forderungen gegen uns richten“, genügend „Dreck am Stecken“ hätten; Saenger hatte im August 2009 in der Pommerschen Zeitung einen Artikel veröffentlicht, in dem er Polen vorwarf, nach dem Ersten Weltkrieg „besonders kriegerisch“ aufgetreten zu sein und Deutschland im Danzig-Konflikt „sogar mit Krieg“ gedroht zu haben. Anlässlich der Aufnahme Tölgs und Saengers als stellvertretende Mitglieder in den Stiftungsrat der Stiftung Flucht, Vertreibung, Versöhnung kritisierte der Mannheimer Historiker Peter Steinbach, beide würden versuchen, deutsche Verbrechen zu relativieren, und Thesen vertreten, „die vor allen Dingen innerhalb einer rechten Geschichtsbetrachtung gang und gäbe“ seien. Der Generalsekretär des Zentralrats der Juden, Stephan Kramer, warf Tölg und Saenger in einem Brief an Neumann „revanchistische Positionen“ vor und kündigte an, seine Mitgliedschaft im Stiftungsrat ruhen zu lassen.
Erika Steinbach soll die beiden Funktionäre daraufhin verteidigt und argumentiert haben, dass Polen bereits im März 1939 mobilgemacht habe. Diese Bemerkung wurde als Relativierung des deutschen Überfalls auf Polen und der deutschen Kriegsschuld am Zweiten Weltkrieg aufgefasst und löste in der Sitzung Empörung aus. Der stellvertretende Fraktionsvorsitzende Andreas Schockenhoff bezeichnete die Äußerungen als „absurd“ und „Geschichtsklitterung“. Steinbach wies die Vorwürfe zurück, kündigte aber ihren Rückzug aus dem CDU-Vorstand an, da sie keinen Rückhalt in der Partei mehr habe und keine offenen Debatten möglich seien.

### Strafbarkeit von Vergewaltigung in der Ehe
Im Mai 1997 stimmte Steinbach als eine von 138 Abgeordneten dagegen, Vergewaltigung auch in der Ehe als Verbrechen unter Strafe zu stellen. Die Gesetzesänderung wurde mit 471 Ja-Stimmen bei 35 Enthaltungen verabschiedet. Für die Abstimmung war die Fraktionsdisziplin aufgehoben worden. Zuvor war Vergewaltigung als „außerehelich“ definiert, weswegen eine Vergewaltigung in der Ehe nur als bloße Nötigung strafbar war.

### Unterstützung der AfD und Beitritt
Nach dem Erfolg der Alternative für Deutschland (AfD) bei der Europawahl 2014 äußerte Steinbach, diese Partei sei nach ihrer Beobachtung „eine rechtsstaatliche, demokratische Gruppierung und damit ebenso unser Konkurrent wie unser möglicher Partner.“ Ihre CDU-Parteikollegen sprachen sich gegen eine solche Koalition aus. Nachdem sie Anfang 2017 aus der CDU austrat, sagte Steinbach, sie würde einen Wechsel zur AfD aktuell nicht vollziehen, hoffe aber, dass die AfD in den Bundestag einziehe, damit „es dort endlich wieder eine Opposition“ gebe.
Im Juli 2017 schrieb sie die Kolumne Warum wir wieder eine echte Opposition brauchen in der AfD-nahen Wochenzeitschrift Deutschland-Kurier, schloss aber eine Mitgliedschaft in der AfD für sich aus. Im September 2017 hielt sie eine fast einstündige Rede auf dem AfD-Wahlkampfabend in Pforzheim. Nach eigenen Aussagen hat David Bendels Zeitungsanzeigen finanziert, in denen Steinbach 2017 dazu aufrief, die AfD zu wählen.
2018 wurde sie zur Vorsitzenden der Desiderius-Erasmus-Stiftung gewählt, die 2017 von der AfD gegründet und 2018 als offizielle parteinahe Stiftung anerkannt wurde.
Ende Januar 2022 – nach dem Austritt von Jörg Meuthen aus der AfD – gab Steinbach bekannt, dass sie einen Mitgliedsantrag stellen wolle. Sie sprach von einem „indiskutable[n] Umgang von Medien und Politik mit der AfD“ und bezeichnete die Partei als „einzige bürgerliche Alternative“ und „politischen Hoffnungsschimmer“. Seit Februar 2022 ist Steinbach Mitglied der AfD. Auf dem im Juni 2022 abgehaltenen AfD-Bundesparteitag in Riesa bewarb sie sich um einen der Parteivizeposten, unterlag aber in einer Kampfabstimmung dem Bundestagsabgeordneten Peter Boehringer mit 42,2 % zu 54,4 %.

### Distanzierung der Deutsch-Israelischen Gesellschaft
Steinbach trat 1985 als Vereinsmitglied der Deutsch-Israelischen Gesellschaft (DIG) bei. Im September 2019 distanzierte sich die Gesellschaft anlässlich des 40. Jubiläums der DIG Frankfurt in einem offenen Brief von Steinbach und forderte sie auf, von einer Teilnahme an der Jubiläumsveranstaltung abzusehen. Als Begründung wurde angegeben: „Ihre Nähe zur AfD ist mit den Grundsätzen und Überzeugungen der Deutsch-Israelischen Gesellschaft und ihrer Mitglieder nicht kompatibel.[…] Unser Eindruck ist, dass Sie die zunehmende Radikalisierung der Partei mit Überzeugung begleiten.“ Im August 2020 schrieb der Präsident der Deutsch-Israelischen Gesellschaft, Uwe Becker, in einem weiteren offenen Brief an Steinbach: „Schon länger bin ich entsetzt über Ihr Abdriften weit über die Grenzen des demokratischen Diskurses unserer Gesellschaft hinaus und über Ihre hasserfüllten Botschaften in vielen Ihrer Beiträge in den sozialen Netzwerken.“ Nächstenliebe, Anstand und Respekt sei ihr in den vergangenen Jahren abhandengekommen.

### Zur Flüchtlingskrise seit 2015
Am 10. November 2015 twitterte sie zum Tod von Helmut Schmidt dessen Zitat „Wir können nicht mehr Ausländer verdauen, das gibt Mord und Totschlag“ von einer DGB-Veranstaltung von 1981. Dies führte zu empörten Medienreaktionen.
Ein am 27. Februar 2016 auf ihrem Twitter-Account veröffentlichtes Bild, das unter dem Titel „Deutschland 2030“ einen australischen Jungen mit blonden Haaren, umringt von indischen Waisenkindern, zeigt, löste erneut Empörung in den sozialen Netzwerken und in der Politik aus. Steinbach verteidigte sich damit, dass „es freundliche Inder seien, die das Kind neugierig und interessiert ansehen“, und betonte, dass es in Großstädten schon heute einen großen Anteil „nichtdeutscher Bevölkerung“ gäbe. Das Bild kursierte nach einer Analyse der Rheinischen Post seit Jahren als Meme auf rechtsextremen Internetseiten und stammte vom Besuch einer australischen Familie in einem Kinderheim in Indien. Sowohl die Eltern des abgebildeten Jungen als auch die Leiterin des Kinderheimes waren empört über die spätere Verwendung des Motivs aus dem Jahr 2011.
Im November 2017 äußerte sie sich ebenfalls per Tweet abfällig über ein seit 2011 verwendetes Werbeplakat der Stadt Elmshorn, das ein farbiges Mädchen zeigt.
Unmittelbar vor ihrem Austritt aus der CDU 2017 hatte Steinbach der Bundesregierung einen vorsätzlichen Rechtsverstoß vorgeworfen:

„Dass monatelang Menschen unidentifiziert mit Bussen und Zügen über die Grenze geschafft wurden, war keine Ausnahme, sondern eine gewollte Maßnahme entgegen unserer gesetzlichen Regelungen und entgegen EU-Verträgen. […] Beim Bundesamt für Migration sind tausende von Pässen als gefälscht identifiziert worden, ohne dass die rechtlich vorgesehenen Konsequenzen für die jeweiligen Migranten gezogen worden wären. Ein solches Ignorieren unseres Rechts wagt keine Bundesbehörde auf eigene Verantwortung. Da steht ein politischer Wille dahinter. Am Recht vorbei.“

Nach dem Tötungsdelikt im Frankfurter Hauptbahnhof 2019, bei dem ein psychisch erkrankter Eritreer einen Achtjährigen und dessen Mutter vor einen einfahrenden ICE gestoßen hatte und das Kind dabei ums Leben gekommen war, behauptete Steinbach, dass nur wegen Merkels Migrationspolitik „der Mord an dem 8-Jährigen Jungen und an vielen anderen zuvor“ habe passieren können. Der Täter war jedoch nicht 2015 als Flüchtling nach Deutschland gekommen, sondern hatte bereits seit 2006 in der Schweiz gelebt.
Im März 2021 behauptete Steinbach, ohne Belege zu liefern, auf Twitter, sie habe „von verschiedenen Seiten glaubhaft“ gehört, dass „50 % der COVID-Patienten in Krankenhäusern aus dem arabischen Raum stammen“. Darum sollten sich, so Steinbach, „unsere fleißigen Netzwerk-Journalisten“ einmal kümmern. Dieser Tweet wurde stark kritisiert. Nationalitäten und Herkunft werden bei Covid-Fällen nicht gemeldet und somit auch nicht erfasst.

### Teilnahme an der Hetzkampagne gegen Walter Lübcke
Im Juni 2019 wurde berichtet, dass Steinbach zur Verbreitung einer Hetzkampagne gegen den Kasseler Regierungspräsidenten Walter Lübcke beigetragen hatte, indem sie Beiträge anderer Social-Media-Nutzer zu mehrere Jahre alten Aussagen von Lübcke teilte. Diese Beiträge hatten das Ziel, gegen Lübcke Stimmung zu machen. Zudem löschte Steinbach gegen Lübcke gerichtete Kommentare, darunter Morddrohungen, auf ihrem Facebook-Account nicht. Dazu sagte der ehemalige CDU-Generalsekretär und hessische Bundestagsabgeordnete Peter Tauber: „Erika Steinbach, einst eine Dame mit Bildung und Stil, demonstriert diese Selbstradikalisierung jeden Tag auf Twitter. Sie ist ebenso wie die Höckes, Ottes und Weidels durch eine Sprache, die enthemmt und zur Gewalt führt, mitschuldig am Tod Walter Lübckes.“ Steinbach erhob ihrerseits Vorwürfe gegen die CDU. Sie sagte, politische Kräfte seien angesichts der bevorstehenden Landtagswahlen in Sachsen, Thüringen und Brandenburg offenbar in Panik und wollten AfD-Anhänger stigmatisieren und mundtot machen. Im Deutschlandfunk räumte sie ein, dass der Tweet sehr viele hasserfüllte und „extreme“ Kommentare nach sich gezogen habe. Für die Reaktionen sei sie nicht verantwortlich: „Für einen Kommentar ist immer derjenige verantwortlich, der ihn abgibt.“ Einige Tage später reagierte Tauber auf Steinbachs Zurückweisen von Verantwortung und schrieb auf Twitter direkt an Steinbach: „Es gibt keine Handlung für die niemand verantwortlich wäre. Hat Bismarck gesagt. In diesem Sinne bist Du natürlich verantwortlich für die Folgen und Reaktionen auf Deine Hetze gegen Walter Lübcke. Du trägst Mitschuld an seinem Tod.“ Kurz darauf fügte er unter anderem hinzu: „Und noch schlimmer ist, dass Du ihn gekannt hast und weißt, was für ein aufrechter und feiner Kerl er war.“ Der CDU-Politiker Michael Brand schrieb bezüglich Steinbach in einem an den AfD-Politiker Martin Hohmann (Ex-CDU) gerichteten offenen Brief, er habe „mit Bedauern, Unverständnis und später auch mit klarer Ablehnung die Selbstradikalisierung einer Frau beobachtet, die sich einmal den Opfern von Diskriminierung, Gewalt und Vertreibung verpflichtet fühlte. Was ist aus Erika Steinbach und Ihnen [gemeint ist Hohmann] bloß geworden, dass Sie sich als Projektionsfläche und Plattform für Hetze, ja sogar Mordaufrufe zur Verfügung stellen?“

### Gegen Gleichstellung homo- und heterosexueller Partnerschaften
Steinbach wandte sich mehrfach gegen eine familienrechtliche Gleichstellung von homo- und heterosexuellen Partnerschaften. Eine steuerliche Gleichstellung eingetragener Lebenspartnerschaften homosexueller Paare mit der Ehe lehnt Steinbach ab.

### Beurteilung des Nationalsozialismus
Im Jahr 2012 bezeichnete Steinbach auf Twitter die NSDAP als „linke Partei“ und führte als Begründung deren Namen an. Die Behauptung wurde von Fachleuten wie Jürgen P. Lang und Jens-Christian Wagner widerlegt.

## Sonstige Mitgliedschaften
Von 1987 bis 1997 war Steinbach Schirmherrin der Frankfurter Gruppe der Women’s International Zionist Organisation. Mit den beiden weiteren Schirmherrinnen von SPD und FDP demonstrierte sie 1985 gegen die Uraufführung des Fassbinderstückes Der Müll, die Stadt und der Tod.

## Auszeichnungen
- Bayerischer Verdienstorden (9. Juli 2009)[117] Rückgabe am 14. Mai 2018[118]
- Europäischer Karlspreis der Sudetendeutschen Landsmannschaft (22. Mai 2010)
- Mittelkreuz des Verdienstordens der Republik Ungarn (2014)